# Аммон (царство)

Аммон в центре карты

Аммон (ивр. עַמּוֹן‎, ʻAmmôn — «Люди», «Народ»; араб. عمّون‎, ʻAmmūn) — древнее государство аммонитян, существовавшее на территории Заиорданья и восточной Палестины во 2-м — 1-м тысячелетиях до нашей эры.

## История
Царство Аммон было образовано аммонитянами, семитским народом, родственным древним израильтянам, и пришедшим в Заиорданье из Аравии в середине 2-го тысячелетия до н. э. (согласно Библии, изгнав оттуда прежних жителей, рефаимов (Втор. 2:20)). Столицей царства был город Рабат-Аммон, нынешняя столица Иордании — Амман.
В течение нескольких столетий Аммон вёл борьбу с аморитами (в XIV—XIII столетиях до н. э.), а затем с древним Израилем за территорию соседнего Галаада. Израильский царь Давид в X веке подчинил Аммон своей власти, но уже в конце того же столетия Аммон вернул себе независимость. В VIII—VII веках до н. э. входил состав Ассирийской державы.
В 597 году до н. э. Аммон, используя помощь вавилонского царя Навуходоносора II, завоевал Галаад. С конца VI и по IV века до н. э. входил в состав персидской державы Ахеменидов. После похода Александра Македонского Аммон в III веке до н. э. становится частью государства египетских Птолемеев, во II веке до н. э. он переходит к сирийским Селевкидам, а столица Аммона — Раббат-Аммон переименовывается в Филадельфию. В 63 году до н. э. Филадельфия и другие города Аммона получили статус вольных городов под римским протекторатом.

## Правители Аммона (ок. 1020—100 до н. э.)

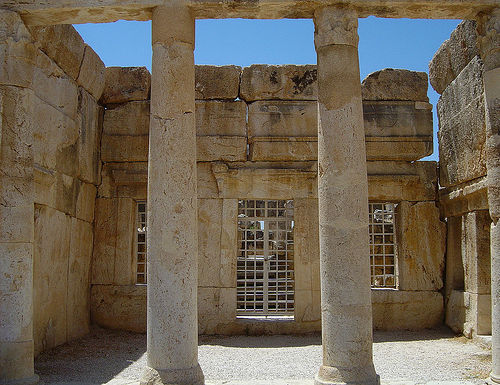
Дворец Каср аль-Абд был построен правителем Амона ок. 200 года до н.э.

Цари Раббат-Аммона (современ. Амман)
Династия Наасидов (ок. 1020—585 до н. э.)
- Наас (Нахаш)[англ.] (ок. 1020—990), современник израильского царя Саула
- Аннон (Ханун)[англ.], сын Нааса (ок. 990—985) — современник Давида[1]

израильское завоевание (ок. 980—880)
- Соби, сын Нааса[англ.] (ок. сер. 900-х), в зависимости от Израиля

…
- Рухуби[англ.] (ок. 870—860)
- Баса (Васа, Бааша)[англ.] (ок. 853)

…
- Будили (ассирийск. имя, аммонитское имя неизвестно) (ок. 740)
- Шанип[англ.] (ок. 735)

в зависимости от Ассирии (ок. 715—585)
- Пада-эл (Пудуилу)[англ.] (ок. 701—677)
- Кабус-Габри (ок. 670-х)
- ELSM ?
- Барак-эл[англ.] (ок. 675)
- MNHRN ?
- Амминдадаб I[англ.] (ок. 650)
- Хиссил-эл[англ.], сын Амминдадаба I (ок. 640—630)
- Амминдадаб II[англ.], сын Хиссил-эла (ок. 600)
- Баалис[англ.] (Баалйиша) (ок. 590—585)

Династия Тобиадов (англ. Tobiads‎; ок. 585—140 до н. э.)
в зависимости от Вавилона (ок. 585—539)
- Тобия (Тобиах) I (ок. 580-х)

в зависимости от Персии (ок. 539—332)
- Тобия (Тобиах) II (ок. 520-х)

…
- Тобия (Тобиах) III (ок. 400-х)

…
в зависимости от Македонии (332—323)
в зависимости от Селевкидской державы (323—200)
- Тобия (Тобиах) IV (ок. 270)
- Тобия (Тобиах) V (ок. 200)
- Тимотей(ос)[англ.] (Тимофей) (? — 160)
- Гиркан(ос) (ок. 150—140)

Тираны Филадельфии (современ. Амман) (в составе Декаполиды ок. 110 — 85 до н. э.)
- Зоил(ос) Котил(ас) (ок. 120-е — 110-е)
- Теодор(ос) (ок. нач. 100-х)

присоединение к Набатее (ок. 85 — 63)
присоединение к Риму (63 до н. э.)